# Seferivka, Bar
Seferivka (în ucraineană Сеферівка) este un sat în comuna Juravlivka din raionul Bar, regiunea Vinnița, Ucraina.

## Demografie
Componența lingvistică a localității Seferivka
     Ucraineană (97,7%)
     Rusă (2,3%)
Conform recensământului din 2001, majoritatea populației localității Seferivka era vorbitoare de ucraineană (97,7%), existând în minoritate și vorbitori de rusă (2,3%).